# Wilfred Von Berg
Wilfred Clement Von Berg (Croydon, 21 oktober 1894 - juli 1978) was een Brits architect.

## Biografie
Von Berg begon in 1912 architectuur te studeren aan de Architectural Association School in Londen. Tijdens de Eerste Wereldoorlog diende hij als kapitein bij de London Rifle Brigade en werd hij onderscheiden met het Military Cross. Aan het einde van de oorlog werd hij aangesteld als assistent-architect bij de Imperial War Graves Commission, nu Commonwealth War Graves Commission (CWGC). Werkend onder de belangrijkste architecten Reginald Blomfield, Edwin Lutyens en Charles Holden ontwierp hij 39 begraafplaatsen, waaronder de grote Bedford House Cemetery in Zillebeke bij Ieper.
In 1919 verliet hij de CWGC en werkte dan als architect in Frankrijk waar hij o.a. het Golfclubhuis Valescure in Saint-Raphaël en het Chateau Gloria in Cap Ferrat ontwierp. In 1931 kwam Von Berg naar Zuid-Afrika en vestigde zich in het bloeiende East Rand van de Transvaal waar hij in 1932 een zelfstandige praktijk oprichtte. Hij ontwierp er Perry's Department Store in Benoni, huizen, hotels en flats.
Tijdens de Tweede Wereldoorlog diende hij in een camouflage-eenheid met Zuid-Afrikaanse ingenieurs in de Westelijke Sahara en in Italië. Na de oorlog keerde hij terug naar zijn praktijk waarna hij in 1977 met pensioen ging.

## Militaire begraafplaatsen
Enkele door hem ontworpen begraafplaatsen in België en Frankrijk:
- Torreken Farm Cemetery No.1
- Bedford House Cemetery
- Track X Cemetery
- Croonaert Chapel Cemetery
- Colne Valley Cemetery
- Mailly-Maillet Communal Cemetery Extension
- Drummond Cemetery
- Crest Cemetery